# Auto-Langzeitmiete
Die Langzeitmiete stellt eine Alternative zu Kauf, Finanzierung oder Leasing eines Fahrzeugs dar.
Sie ist eine Sonderform der Autovermietung und wird von nahezu allen Mietwagenunternehmen angeboten.
Der Ablauf ist derselbe wie man ihn bei Leihwagen kennt. Der Kunde schließt einen Vertrag mit der Autovermietung und holt das Fahrzeug dann bei einer Vermietstation ab.
Genau wie beim Leasing kauft auch bei der Auto-Langzeitmiete das Mietwagenunternehmen das Fahrzeug und stellt dem Kunden dieses gegen eine monatliche oder jährliche Mietzahlung zur Verfügung.
Die Mindestmietzeit wird meist individuell verhandelt (ab einem Monat aufwärts) und kann bis zu 24 Monaten betragen.
Wie beim Leasing werden auch bei der Langzeitmiete die Verträge mit einem Restwert kalkuliert, zu dem der Mieter das Auto nach Ablauf der Mietzeit erwerben kann.

## Vorteile der Auto-Langzeitmiete
- individuelle Fahrzeugausstattungen wie beim Neukauf eines Fahrzeugs
- häufiger Wechsel des Fahrzeugs gegen einen Neuwagen möglich
- finanzielle Flexibilität durch geringe monatliche Mietzahlungen
- Kein Restwert- und Reparaturrisiko
- Kfz-Steuer, Kfz-Haftpflicht und Vollkaskoversicherung im Mietpreis enthalten
- im Schadensfall (z. B. Unfall, Diebstahl) übernimmt die Mietwagenfirma die Abwicklung
- die Kosten für Überführung und Kfz-Zulassung sind im Mietpreis enthalten
- Aufwendungen für Wartungs- und Reparaturarbeiten trägt das Mietwagenunternehmen
- Mobilitätsgarantien oder Ähnliches sind oftmals im Mietpreis enthalten
- Besondere Eignung für Betriebe und Unternehmen
  - Kalkulation eines monatlichen Festpreises über den gesamten Mietzeitraum
  - die Mietraten sind in voller Höhe als Betriebsausgaben abzugsfähig

## Nachteile der Auto-Langzeitmiete
- kein Erwerb von Eigentum am Fahrzeug (analog zum Leasing)
- erst ab einem Lebensalter von 21 Jahren möglich
- u. U. teurer als Kauf, Finanzierung oder Leasing
- u. U. restriktive Mietbedingungen
- Kilometerbegrenzung (wie beim Leasing)
- u. U. Reparaturkosten bei unsachgemäßer Nutzung (wie beim Leasing)